# Глухівщина (газета)
Глухівщина — районна громадсько-політична газета. Виходить двічі на тиждень у середу й суботу українською мовою в місті Глухові Сумської області.

Логотип газети від 2000 року, який розташовувався у верхньому лівому куті титульної сторінки

Заснована в 1992 році райдержадміністрацією, районною радою, сільськогосподарськими підприємствами агропрому та трудовим колективом редакції, які є співвласниками видання.
У «Глухівщині» висвітлюється політичне життя країни, робота Сумської облдержадміністрації, Глухівської райради та райдержадміністрації, розвиток Глухівського району та інше. Серед тематичних сторінок — «Дивосвіт», «Криниченька», «Горлиця», «Шукає серце світлих поривів».
При редакції газети діє літературно-мистецьке об'єднання «Сіверщина».